# Zeitgeist
Pour les articles homonymes, voir Zeitgeist (homonymie).
Zeitgeist [ˈt͡saɪ̯tˌɡaɪ̯st] signifie littéralement « esprit du temps ».
Ce terme emprunté à la philosophie allemande désigne « les grandes lignes de la pensée », les questions en débat et la sensibilité d'une époque. « Le Zeitgeist se révèle par exemple dans le fait qu'une même découverte est faite quasi simultanément par des personnes qui travaillent de manière indépendante ».
Les expressions équivalentes esprit ou génie, du temps, des temps, de l'époque, du siècle, de l'âge, sont attestées à partir du XVIe siècle. Elles expriment la notion que les pensées et les actions des humains dépendent de leur environnement social, qui varie selon le lieu et le temps. Herder les traduit en l'allemand Zeitgeist au tournant du XVIIIe au XIXe siècle. Cette notion s'oppose à la philosophie idéaliste de Kant, qui affirme l'existence d'idées immanentes, et à celle des Lumières qui voit dans les changements un progrès vers la vérité. L'usage en français du terme Zeitgeist est une référence aux controverses philosophiques du XIXe siècle.
L'idée de déterminisme social que véhiculent ces formules fonde des théories qui visent à en fournir l'explication. Karl Marx développe une théorie d'économie politique, Émile Durkheim en fait le champ d'études de la sociologie,  le psychanalyste C. G. Jung élabore le concept d'inconscient collectif.

## Notion
« Le Zeitgeist constitue un système d’idées, d’images et de valeurs qui, déterminant une certaine ambiance intellectuelle, culturelle, fonde les pratiques, les comportements individuels et collectifs, et inspire les créations, jusqu’à celles qui sont considérées comme les plus personnelles. Il est atmosphère, air du temps, influençant styles et modes de vie individuels, et scandant la respiration sociale. »

— Philippe Robert-Demontrond
Ce que l'on entend par Zeitgeist, ou « esprit du temps », renvoie à l'idée que des phénomènes collectifs induisent de façon inconsciente non seulement les comportements de la vie quotidienne et les représentations mentales, mais les démarches artistiques et les idées scientifiques. Selon l'universitaire Anne Lieutaud, la locution Zeitgeist renvoie à « la propension que l'humain a de partager et participer inconsciemment à la dynamique collective, et donc la pensée scientifique d'être modelée et influencée par l'avancée des pensées collectives. Cela s'appuie en particulier sur ce que Jung a nommé inconscient collectif, et pose une forme de prédestination conjoncturelle aux trouvailles de génie ».
Selon Marc Angenot, le Zeitgeist est « un objet intuitif, la culture d’une époque », auquel « un espace d’interactions où des impositions de thèmes interdiscursifs et de formes » confère « une sorte d’unification organique » : « il y a en tous temps des limites rigoureuses du pensable et du raisonnable, limites invisibles, imperceptibles par la nature des choses à ceux qui sont dedans ».
L'« esprit » ou le « génie » décrit cet état de la culture dans une division du temps plus ou moins étendue « siècle », « temps », « âge », « époque ». L'expression préfigure ce qu'on désignera, au XXe siècle, comme culture. Cette notion suppose trois axiomes de portée générale :
- la diversité des phénomènes dans une période donnée possède une certaine cohérence (son esprit) qui change dans le temps ;
- cette cohérence se révèle dans un certain nombre de signes du temps, tandis que d'autres phénomènes sont secondaires ou sans pertinence ;
- l'auteur du discours sur le Zeitgeist est capable de voir au-delà de la surface des choses pour identifier correctement les signes.

De ce fait, des auteurs classent le Zeitgeist d'une époque comme un idéal-type, au sens où l'entendait le sociologue Max Weber au début du XXe siècle,. Un idéal-type ou type idéel se construit « en accentuant unilatéralement un ou plusieurs points de vue et en enchaînant une multitude de phénomènes donnés isolément, diffus et discrets (…) pour former un tableau de pensée homogène ».
Dans le milieu de la psychologie sociale, certains considèrent que les sujets susceptibles de polariser des discussions, c'est-à-dire de produire des opinions aussi opposées que possible, doivent se trouver dans « le climat intellectuel de l'époque (appelé également le Zeitgeist) ».

## Usages
Selon l'historien suisse Theo Jung, « contrairement à ce que l’on prétend parfois, le concept moderne de Zeitgeist n’a pas été « inventé » au milieu du XVIIIe siècle par Johann Gottfried Herder (1744-1803). Les premières occurrences en latin, en anglais et en français se trouvent déjà au passage du XVIe au XVIIe siècle. À cette époque, le concept était principalement utilisé comme outil analytique dans les récits sur l’histoire de la littérature et de l’art. Dans ce contexte, il a fourni une réponse à la question pourquoi certaines périodes semblent abonder en génies de toutes sortes alors que dans d’autres, ceux-ci sont remarquablement rares ». Heike Oergel, pour sa part, estime qu'il a dès l'origine un usage en philosophie de l'histoire. Quoi qu'il en soit, Zeitgeist et les expressions équivalentes a dès ses premiers usages un sens controversé, et est entouré de critiques pour son caractère imprécis et de satires jouant sur la multiplicité de sens du mot esprit.
L'expression esprit du temps s'emploie le plus souvent avec une connotation négative.

### Premiers usages
On trouve « the spirit of the time » dans Le Roi Jean de William Shakespeare, représenté en 1596, pour indiquer l'état d'un temps dominé — dans la pièce — par un changement brusque impliquant, à ce moment, une action rapide. Elle s'appuie sur une conception du temps où se succèdent des tendances opposées, à l'image du mouvement des marées, qui s'impose aux vagues sans les contrôler. Cette notion d'un mouvement historique qui s'impose à tous se trouve déjà chez Machiavel au XVe siècle.
Vers le milieu du XVIIe siècle l'expression esprit du siècle désigne ce qui est admis en général, ce qui est habituel. À cette époque, qui est celle de la préciosité, les beaux esprits sont très conscients du changement des mœurs depuis le siècle précédent. Il faut « étudier les coutumes, les manières et le génie de notre siècle (…) pour connaître le tour qu'il faut donner maintenant aux affaires, pour pénétrer les secrets motifs que peuvent avoir les personnes avec qui nous traitons, et enfin pour découvrir par quelles voies on peut se mettre bien avec tout le monde, et venir à bout de ses desseins ». Le siècle désigne la société aristocratique et marchande, par opposition à l'Église ; aussi l'« esprit du siècle » s'oppose aux commandements en principe intemporels des Églises, tant catholiques que réformées. Cependant, en 1707, l'abbé de Lubières critique les mœurs du temps dans son Esprit du siècle sans en exclure les ecclésiastiques. Quatre génies — des grands, des ambitieux, des flatteurs, des amis — constituent cet esprit du siècle. La religion, constituée en des siècles d'un autre esprit, n'en est pas exempte.
Trois aspects de cette notion d'« esprit du siècle » vont subsister au moins jusqu'à la fin du siècle suivant :
- premièrement, l'idée que la société influence l'activité humaine ;
- deuxièmement, que cette notion se concentre sur la culture ;
- troisièmement, que cet « esprit du temps » construit l'identité.

Au XVIIIe siècle, le terme esprit, désigne, selon les premières acceptions des douze que recense Furetière, une « intelligence incorporelle » ou « l'âme raisonnable en tant qu'elle pense, et qu'elle est incorporelle. L'essence de l'esprit, c'est la pensée ». Appliqué à une personne, esprit est synonyme de style et de génie. En 1746 sort à Amsterdam une compilation intitulée L'esprit du Siècle (attribuée au marquis de Saint-Hilaire) de pensées empruntées aux « grands esprits » de l'époque.
Esprit désigne en même temps l'essence des choses (comme dans l'expression « esprit de vin ») et les causes profondes qui font agir choses et gens. C'est ainsi qu'« il faut regarder plutôt à l'esprit de la Loi, qu'aux paroles ». Montesquieu publie en 1748, De l'esprit des lois. Selon lui, le fondement des lois —  que la théorie de la monarchie absolue fait émaner de Dieu à travers le Roi — est l'activité sociale.

### Époque des Lumières
Hume élabore alors un esprit de son temps qui coïncide avec l'idée de progrès vers la vérité qui domine la philosophie des Lumières. « L'esprit de l'âge affecte tous les arts, et les pensées de tous les hommes, une fois élevées de leur léthargie et mises à fermenter, se tournent de tous les côtés, et apportent des améliorations dans tous les arts et toutes les sciences ». En 1769, un moine français, Léger-Marie Deschamps, publie sa Lettre sur l'esprit du siècle, un opuscule dans lequel il s'oppose à ces idées au nom de la religion catholique.
En 1757, Diderot écrit « Je crois qu'en un ouvrage, quel qu'il soit, l'esprit du siècle doit se remarquer ». L'année suivante, Helvétius reprend à son tour l'expression dans un ouvrage consacré au goût littéraire.

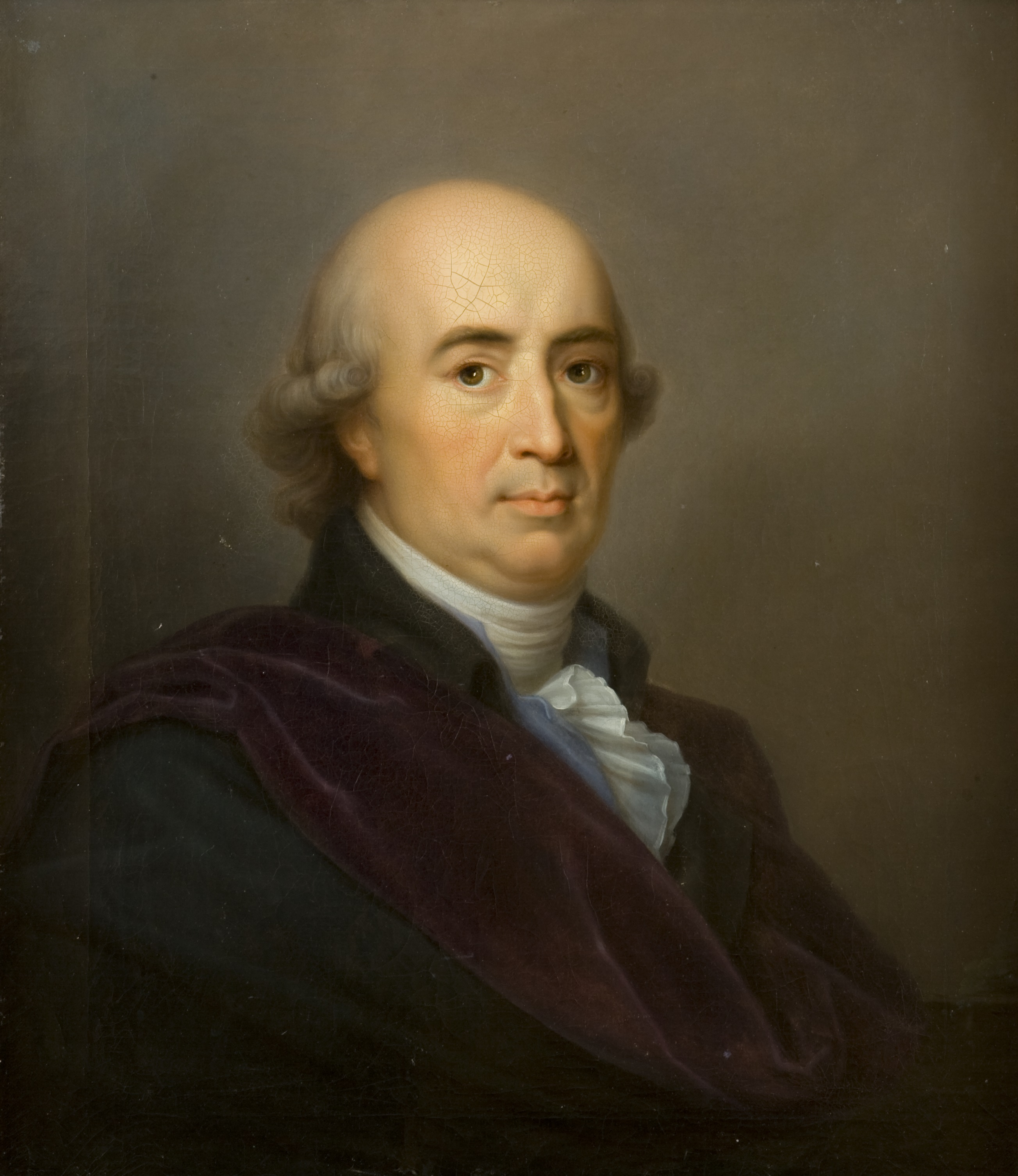
Johann Gottfried von Herder, à l'origine de l'expression Zeitgeist.

La même année, dans son essai d'esthétique Kritische Wälder, Herder traduit par Zeitgeist le latin genius seculi du philologue Christian Adolf Klotz. Cet « esprit du temps » se combine, dit-il, à l'« esprit national » (Nationalgeist) pour produire les styles de pensée dans différents lieux et époques.
En 1774, dans son essai Une autre philosophie de l’histoire (Auch eine philosophie der Geschichte), Herder oppose l'« esprit du temps » et l'« esprit national », variables, contingents, à l'idée du progrès des idées vers la vérité, que défendent Hume, Voltaire ou Kant.
À partir de cette période, la notion de Zeitgeist connaît, pour une centaine d'années, sa phase d'usage maximal.

### Époque des révolutions
De la Révolution française à la fin du XIXe siècle, les tensions politiques font du mot Zeitgeist un marqueur politique, dont l'usage fluctue avec les évènements.
En 1804–1805, le philosophe allemand Johann Gottlieb Fichte enseigne à Berlin que « les principes de conduite qui règlent les rapports des individus entre eux, qui sont devenus une habitude et une seconde nature dans notre civilisation actuelle et dont, par suite, nous ne sommes pas expressément conscients » forment la coutume (Sitte), « et dans la mesure où la conduite habituelle est liée avec une époque déterminée de l'histoire, elle est regardée comme l'instrument inconscient de l'esprit du temps ».
En 1807, dans sa Phénoménologie de l'Esprit, Hegel désigne par Geist der Zeiten (« esprit des temps ») un climat intellectuel qui oriente inconsciemment la pensée, que le philosophe doit considérer avec autant de distance critique que possible.
Très progressivement, la philosophie de l'histoire s'émancipe de la théologie et entreprend d'assigner rationnellement un sens aux événements, qui convienne à l'histoire des idées et des modes de vie. Ces auteurs fondent leurs raisonnements sur le principe d'une vérité abstraite, indépendante à la fois de l'idée de divinité et des circonstances. Alors que les élites bourgeoises mettent en place puis consolident le mouvement de la révolution industrielle, une partie d'entre elles remet en cause cette vision idéaliste. Dès les années 1830, les Jeunes hégéliens (ou « hégéliens de gauche ») jettent les premières bases de ce qu'on appellera plus tard le Socialisme.
Dans le courant des années 1840, Karl Marx se dégage de cette mouvance. Selon lui, ce n'est pas un quelconque Zeitgeist éthéré, abstrait, provenant seulement du monde des idées, qui détermine les mœurs des humains mais les — bien concrets — modes de production. Il estime que « les idées, les conceptions et les notions des hommes, en un mot leur conscience change avec tout changement survenu dans leurs conditions de vie, leurs relations sociales, leur existence sociale »  et que « la production intellectuelle se transforme avec la production matérielle ». En 1857, dans sa Critique de l’Économie politique, il est encore plus explicite : « Le mode de production de la vie matérielle conditionne le processus de vie social, politique et intellectuel en général ».
En 1860, le philosophe et sociologue anglais Herbert Spencer, répondant à la théorie du grand homme de Thomas Carlyle (1840), affirme que même les personnes exerçant un certain leadership sont les produits de leur société et que leurs actions résultent des conditions sociales en cours avant même leur naissance,.
Dans le dernier quart du XIXe siècle, Zeitgeist et les expressions équivalentes disparaissent chez les intellectuels[réf. souhaitée].

### Époque moderne
En 1883, le philosophe allemand Wilhelm Dilthey publie son Introduction aux sciences de l'esprit. Après lui, la description des mœurs, des idées et de leur évolution, et leur explication rationnelle constituent le programme de la sociologie, de la psychologie sociale et des sciences humaines. 
En 1895, Émile Durkheim — fondateur de la sociologie comme discipline académique en France — formule le concept de fait social pour exprimer l'idée que certains phénomènes sont suffisamment fréquents et réguliers pour que l'on admette qu'ils exercent une influence notable sur les individus sans que ceux-ci en aient nécessairement conscience.
Au début du XXe siècle, Levin Ludwig Schücking (de), spécialiste allemand de Shakespeare, s'opposant aux théories esthétiques courantes qui font de l'artiste l'expression la plus précise de l'esprit du temps, tente une approche positiviste du goût littéraire. Ceux qui parlent d'esprit du temps ne considèrent que la classe la plus en vue ; au contraire, Shücking remarque que le goût est divers, et qu'« en réalité, il n’y a pas d’unique esprit du temps, mais une série d’esprits du temps ».

### Après la Seconde Guerre mondiale
En 1954, dans son Histoire de la pensée économique l'économiste Joseph Schumpeter, définit la « sociologie du Zeitgeist » , comme une « analyse de la culture, des manières de pensée, et des systèmes de valeurs d’une époque, à partir de la perspective des classes sociales. »
En 1973, le philosophe et historien des sciences Alexandre Koyré considère que ce que l'on appelle Zeitgeist renvoie à une subtile articulation entre conformisme aux idées reçues et émergence d'idées nouvelles : « On est toujours moderne, à toute époque, lorsque l'on pense à peu près comme ses contemporains et un peu autrement que ses maîtres… Le Zeitgeist n'est pas une chimère ».
À la fin du XXe siècle, la propagation des idées fait l'objet de nouvelles recherches sous l'influence des sciences cognitives, souvent dans une perspective darwinienne, dans laquelle elles se répandent d'un individu à l'autre en se modifiant légèrement, les plus adaptées à l'état des sociétés humaines devenant dominantes.

## Lesespritsdes époques
Au début du XXe siècle, Max Weber intègre le terme esprit (Geist) au vocabulaire des sciences sociales, en publiant L'Éthique protestante et l'Esprit du capitalisme. De nombreux auteurs vont utiliser des expressions similaires pour commenter les tendances d'une époque, et particulièrement, celles du moment, sans élaborer sur la notion d'« esprit du temps ».
Durant les années 1930, l'autrichien Hermann Broch, exilé aux États-Unis, a abordé le Zeitgeist de l'époque selon une tradition proche de la psychologie des foules. « Si des dictateurs comme Hitler peuvent s'imposer, c'est parce qu'ils sont le signe de l'esprit du temps (Zeitgeist) » ; pour s'en affranchir, il faut « une conversion spirituelle de l’homme à l’idée d’humanité, sa libération de la dictature de la masse ». Cette conversion peut advenir par « une raison élargie, enrichie par l'irrationnel (« Irrationalbereicherung ») », qu'exprimera un nouveau mythe, dont il voit la résurgence dans l'œuvre de James Joyce ou de Thomas Mann. Ce « dernier retranchement devant le chaos et le positivisme agressif », répond à « la double exigence des hommes : leur soif de rigueur quasi scientifique et leur besoin de connaissance supra-rationnelle ».

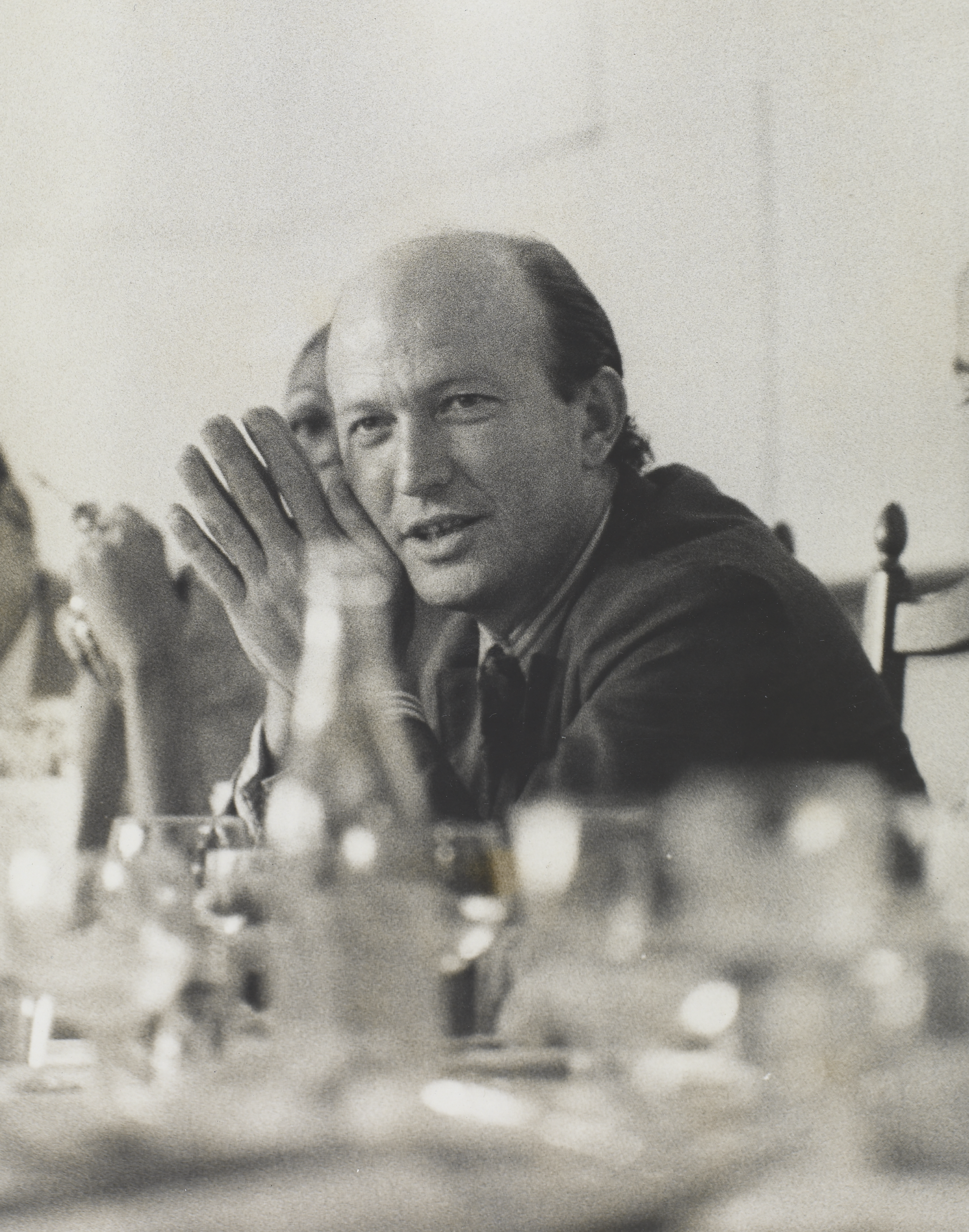
Edgar Morin.

En 1962, le Français Edgar Morin publie L'esprit du temps, essai sur la culture de masse. Dans son compte-rendu du livre, Alain Touraine note qu'« il en va aujourd'hui de la culture de masse comme du machinisme et de l'industrie il y a un siècle. Son importance, sa nouveauté, sont si grandes qu'on ne peut d'abord la saisir que d'un coup, comme un personnage plus que comme un fait social ». Quant à l'« Esprit du temps », il souligne qu'il est « la traduction littérale du Zeitgeist dont les sociologues n'ont pas gardé tellement bon souvenir ». En effet, « la confusion (…) d'une sociologie très historique et d'une anthropologie culturelle d'orientation structuraliste, (…) permet de parler de l'esprit du temps et en fin de compte de revenir aux traditions et aux prestiges d'une Kulturgeschichte plus apte à faire surgir de grands ensembles, appelés sociétés, cultures ou civilisations selon les auteurs, qu'à en faire avancer l'analyse ».
Les sociologues Luc Boltanski et Ève Chiapello publient Le nouvel esprit du capitalisme en 1999 ; le philosophe finlandais Pekka Himanen, L'Éthique hacker et l'esprit de l'ère de l'information en 2001.
À la fin du XXe siècle, l'expression « esprit du temps » reste évocatrice en France — une maison d'édition  portant le nom L'Esprit du temps est créée en 1989 —. Les auteurs étudient l'« esprit » d'époques passées : du siècle des Lumières,, des années 1970.
Marc Angenot relève que si l'usage du mot a impliqué jadis une connotation « organiciste et élitiste », au XXIe siècle, « l’idée de Zeitgeist, loin de permettre d’amalgamer en un ensemble factice les grands penseurs d’une « génération » donnée, semble s’appliquer au contraire à merveille à la culture de masse ».
Au début du XXIe siècle, de nombreux penseurs entendent questionner la « crise des valeurs » qui traverse le monde occidental. Assez rares sont ceux qui recourent aux expressions « esprit », « esprit des temps » et « Zeitgeist ». Lorsque c'est le cas, c'est alors dans une optique ouvertement militante[réf. souhaitée]. En 2004, Jean-Marc Bot estime que « l'esprit des derniers temps oscille entre une frénésie hédoniste et une angoisse tragique. »
En 2008, le terme « Zeitgeist » est repris aux États-Unis, quand naît The Zeitgeist Movement (en), un courant activiste critique à l'égard du capitalisme, lequel est alors considéré comme le plus représentatif de l'époque depuis Marx. Son instigateur est Peter Joseph, réalisateur de films, entre autres de trois documentaires : Zeitgeist: The Movie (en 2007), Zeitgeist: Addendum (en 2008) et Zeitgeist: Moving Forward (en 2011).

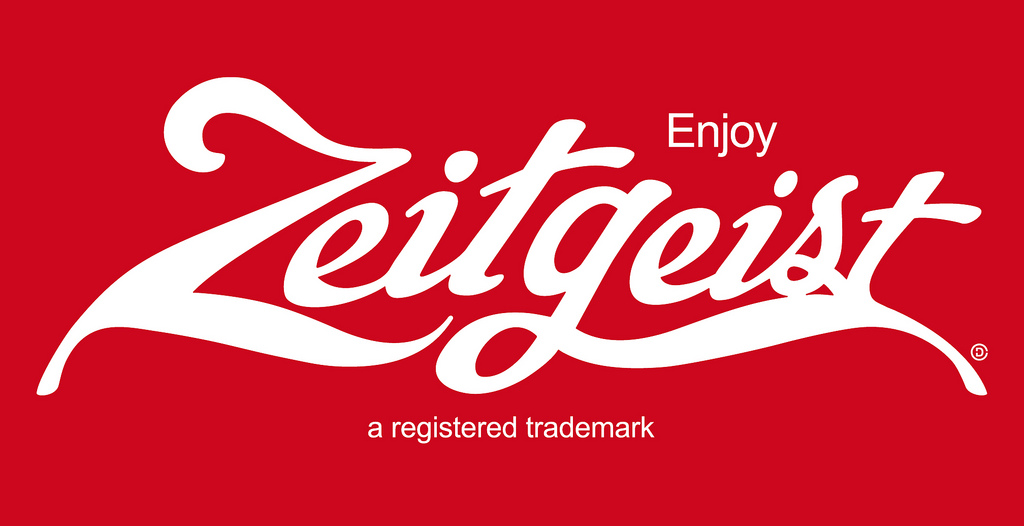
Zeitgeist, de Christopher Dombres.

En 2014, le plasticien Christopher Dombres détourne le mot en pastichant le logo d'une célèbre marque de boisson.
En 2019, dans Zeitgeist, Vocabulaire des Anti-Lumières, l'intellectuel belge Erik Rydberg estime que « Chaque moment historique est marqué par l'esprit du temps — Zeitgeist — que lui imprime la classe dominante » et que son époque se caractérise avant tout par « une propagande langagière qui jette un voile opaque sur le sens des mots ».